# Willie Dixon
William James "Willie" Dixon (* 1. července 1915, Vicksburg, Mississippi – 29. ledna 1992, Burbank, Kalifornie) byl americký bluesový hudebník, zpěvák, skladatel, aranžér, boxer, producent a držitel ceny Grammy. Mezi jeho nejznámější písně patří "Little Red Rooster", "Hoochie Coochie Man", "Evil", "Spoonful", "Back Door Man", "I Just Want to Make Love to You", "I Ain't Superstitious", "My Babe", "Wang Dang Doodle" nebo "Bring It On Home". Spolupracoval s Chuckem Berrym, Bo Diddleym, Muddy Watersem, Howlin' Wolfem, Otis Rushem, Joe Louis Walkerem, Little Walterem, Sonny Boy Williamsonem, Koko Taylor, Little Miltonem, Eddie Boydem, Jimmy Witherspoonem, Lowell Fulsonem, Willie Mabonem, Memphis Slimem, Washboard Samem, Jimmy Rogersem, Sam Layem a dalšími. Jeho písně hrálo mnoho umělců, patří mezi ně i Bob Dylan, Cream, Jimi Hendrix, Led Zeppelin, Foghat, The Yardbirds, The Rolling Stones, Queen, Megadeth, The Doors, The Allman Brothers Band nebo Grateful Dead.

## Diskografie
- 1959 - Willie's Blues
- 1960 - Blues Every Which Way
- 1960 - Songs of Memphis Slim and "Wee Willie" Dixon
- 1962 - Memphis Slim and Willie Dixon at the Village Gate
- 1963 - In Paris: Baby Please Come Home!
- 1970 - I Am The Blues
- 1971 - Willie Dixon's Peace?
- 1973 - Catalyst
- 1976 - What Happened To My Blues
- 1983 - Mighty Earthquake and Hurricane
- 1985 - Willie Dixon: Live (Backstage Access)
- 1988 - Hidden Charms
- 1989 - Ginger Ale Afternoon
- 1990 - The Big Three Trio
- 1995 - The Original Wang Dang Doodle: The Chess Recordings
- 1996 - Crying the Blues: Live in Concert
- 1998 - Good Advice
- 1998 - I Think I Got the Blues
- 2001 - Big Boss Men - Blues Legends of the Sixties